# Доктор Александров
До́ктор Алекса́ндров, настоящее имя Дени́с Вале́рьевич Алекса́ндров (род. 21 июля 1974, Кемерово) — российский музыкант и врач, получивший известность в начале 2000-х годов благодаря альбому Stop Narcotics.

## Биография
Денис Александров родился в городе Кемерово, детство и юность провёл в сибирском городе Усть-Илимске, прожив в Сибири 25 лет, меняя лишь места проживания. С десяти лет начал учиться в детской музыкальной школе по классу баяна, получил начальное музыкальное образование спустя шесть лет. После школы Александров поступает в Иркутский государственный медицинский университет, где и начинает сочинять собственные песни (например, песня «Анатом» была создана под впечатлением от работы на занятиях по анатомии). Денис заканчивает 
ИГМУ через шесть лет, получив диплом «Врач общей практики», и после обучения в интернатуре начинает работать врачом-рентгенологом (чем и объясняется слово «Доктор» в сценическом псевдониме).
Осенью 2000-го года Александров переезжает из Иркутска в Москву, мечтая создать собственную группу и имея при себе лишь чемодан и гитару. Он устраивается работать рентгенологом в Московский городской научно-исследовательский институт скорой помощи имени Н. В. Склифосовского. Работая в приёмном и травматологическом отделении, Денис параллельно раздавал демозаписи своих песен на радиостанциях и различных тематических мероприятиях, но вышло так, что весной 2001 года один из его пациентов в приемном отделении, эпатажный певец Оскар, принёс эту запись в издательство CD Land Group. Компания заинтересовалась необычной песней, которой была та самая «Stop Narcotics».
Получив одобрение от издателей, летом того же года Денис записывает свой дебютный альбом в студии на базе школы №2 в г. «Видное, в которой записывалась в том числе известная шок-рок группа ХЗ». Песня Егора Летова «Зоопарк» была записана музыкантами в студии Останкино для первого трибьюта группе «Гражданская Оборона» и также вошла на пластинку. Песня «Анатом», с параллельной историей, рассказанной на японском языке, и песня «Навсегда (Che Guevara)» были записаны в домашней студии Николая Крупатина, известного радио-ведущего и музыканта-мультиинструменталиста, он же создал и ремикс на «Stop Narcotics», включенный в дебютный альбом.
В результате такие песни, как «Stop Narcotics», «Призрак», «Анатом», «Зоопарк» широко ротируются в радио-пространстве  России и стран СНГ. 21 июля 2001 года, в свой день рождения, Александров занимает первое место с песней «Stop Narcotics» в «Чартовой дюжине» «Нашего радио». 4 августа 2001 года Доктор Александров по приглашению Михаила Козырева выступает на фестивале «Нашествие» (третий в истории). В августе в форматах CD и компакт-кассета выходит альбом, названный ожидаемо «Stop Narcotics». В ноябре 2001 года исполнитель получает народную медийную премию «Золотой граммофон» от радиостанции «Русское радио». Двойная церемония награждения состоялась 17 ноября 2001 года в Большом Кремлёвском дворце в Москве и Ледовом дворце в Санкт-Петербурге на следующий день.
Для создания постоянного коллектива и концертной деятельности Денис находит на сайтах музыкантов соло-гитариста, басиста и барабанщика. После краткого гастрольного периода Денис распускает коллектив и решает заняться устроением семьи, дома и медицинской карьеры, покидает шоу-бизнес в 2002 году, устраиваясь в профильную международную медицинскую компанию в сфере производства рентгеновского оборудования. Через десять лет после дебюта Денис собирает новый состав музыкантов для студийной записи второго альбома, который получил название «Вторая Половина», в декабре 2011 года работа была завершена. Запись диска исполнитель совершил самостоятельно на средства, пожертвованные друзьями и коллегами. В течение лета 2012 года Денис с музыкантами записал третий студийный альбом «Третий Слева». В августе 2013 года была завершена запись четвёртого диска, озаглавленного «Четвёртый Ключ». Сразу после его завершения началась работа над пятым альбомом «Пятитравье», который был записан с использованием только акустических инструментов (своеобразный unplugged) и закончен в апреле 2014 года. Уже осенью была продолжена работа над шестым альбомом «Около Шести», вышедший весной 2015-го.
Как выпускник народного отделения музыкальной школы Денис уделяет большое внимание аранжировкам своих песен  с широким использованием народных инструментов: баян («Напополам», «Кисет», «Баюшки-Баю», «Одолень-Трава», «Потом Пройдет (Илимская)», «Я Не Я»), балалайка («Одолень-Трава», «Гарусинка»), домра («По Канавке (Дивеевская)», «На Дне»). Также автор часто использует большой спектр духовых инструментов (труба, тромбон, саксофоны, флейта, флюгельгорн). Но встечаются в записях и экзотические инструменты, такие как волынка, ирландская флейта («Заколдун»), кахон, джемба (альбом «Пятитравье»).
После пятилетнего перерыва в студийной работе в марте 2020-го года Денис с группой профессиональных музыкантов, включая полную брасс-секцию, приступает к репетициям и записи седьмого альбома, но сталкивается с многочисленными препятствиями 
ковидных локдаунов и иных событий на протяжении
2020-2022 годов, в результате готовый альбом «Времена Меняют Цвет» удалось реализовать в марте 2023 года.
В настоящее время Денис женат, воспитывает четверых детей, продолжает работать в международной компании и записывать свою музыку самостоятельно, увлекается коллекционированием музыки на виниле. Творчество Доктора Александрова представлено на всех отечественных и зарубежных стриминговых сервисах и в соцсетях.

## Дискография

### Синглы
- 2001 Stop Narcotics
- 2024 Рок-н-ролл Жив
- 2024 Плечи (Live)
- 2024 Ладошечка (Live)

### Альбомы
- 2001 Stop Narcotics
- 2011 Вторая Половина
- 2012 Третий Слева
- 2013 Четвёртый Ключ
- 2014 Пятитравье
- 2015 Около Шести
- 2023 Времена Меняют Цвет
- 2025 Баллада о танго